# غذای خدایان (فیلم)
غذای خدایان (به انگلیسی: The Food of the Gods) فیلمی محصول سال ۱۹۷۷ و به کارگردانی آلبرت آی گوردون است. در این فیلم بازیگرانی همچون مارجو گورتنر، پاملا فرانکلین، رالف میکر، جان سیفر، جان مک‌لیام، آیدا لوپینو ایفای نقش کرده‌اند.